# Allohelea afra
Allohelea afra är en tvåvingeart som beskrevs av Clastrier och Delecolle 1990. Allohelea afra ingår i släktet Allohelea och familjen svidknott.
Artens utbredningsområde är Guinea. Inga underarter finns listade i Catalogue of Life.